# Бальзам, Артур
Артур Бальзам (англ. Artur Balsam; 8 февраля 1906, Варшава — 1 сентября 1994, Нью-Йорк) — американский пианист.

## Биография
Родители — Морис Бальзам и Эли Познанская. Учился в Лодзи, там же в 12-летнем возрасте выступил с первым концертом. Продолжил образование в Берлинской Высшей школе музыки под руководством Артура Шнабеля. В 1930 году он выиграл Берлинский международный конкурс пианистов, в 1931 году был удостоен премии имени Мендельсона.
В 1932 году дебютировал в США, сопровождая гастрольный тур Иегуди Менухина. В 1936 году гастролировал в СССР со скрипачкой Эрикой Морини. В 1940 году окончательно поселился в Нью-Йорке. Выступал преимущественно как камерный музыкант и аккомпаниатор, играя в ансамбле с Натаном Мильштейном, Зино Франческатти, Йожефом Сигети и другими выдающимися исполнителями. Часто дополнял Будапештский квартет до фортепианного квинтета, а также выступал вместе с отдельными участниками квартета. Преподавал в Бостонском университете и Манхэттенской школе музыки, в 1953 году вместе с Марианной Кнайзель, Джозефом Фуксом и Лилиан Фукс выступил соучредителем музыкальной школы в Блю-Хилле (штат Мэн).